# ۱۲۲۳ (میلادی)
۱۲۲۳ (میلادی) هزار و دویست و بیست و سومین سال تقویم میلادی است.

## درگذشتگان
‎